# هيل أسود
الهيل الأسود (بالإنجليزية: Black Cardamom)‏ أو الهيل البنغالي أو الهيل الأكبر أو الهيل الهندي أو الهيل النيبالي أو الهيل البني هو نبات عشبي معمر في العائلة الزنجبيلية. تتميز قرون بذورها بنكهة قوية تشبه نكهة الكافور، ولها طابع مدخن مشتق من طريقة التجفيف.

## الخصائص
يستخدم الهيل الاسود كتوابل، بطريقة مشابهة للهيل الأخضر، لكن بنكهة مختلفة. على عكس الهيل الأخضر، نادرًا ما تستخدم هذه التوابل في الأطباق الحلوة. نكهته ورائحته المدخنة مستمدة من الطرق التقليدية للتجفيف فوق النار.

## الأنواع
يوجد على الأقل نوعان من الهيل الأسود: النوع (Amomum subulatum) (المعروف أيضا باسم الهيل النيبالي)، والنوع (Lanxangia tsaoko).
تعتبر قرون الهيل الأسود المستخدمة بشكل أساسي في مطابخ الهند وبعض المأكولات الإقليمية في باكستان، الأصغر من النوعين المذكورين، في حين أن القرون الأكبر من النوع (A. tsao-ko) تستخدم في المطبخ الصيني، وخاصة مطبخ سيتشوان، والمطبخ الفيتنامي.

## الإنتاج الطبي
أكبر منتج للهيل الأسود هي نيبال، تليها الهند وبوتان.
في الطب التقليدي الهندي مستخلص الهيل الأسود (Amomum subulatum) يستخدم في علاج اليرقان. كما أنه غني بمضادات الأكسدة التي يمكن أن تساعد في مكافحة السرطان.